# Миссис Флетчер
Миссис Флетчер (англ. Mrs. Fletcher) — американский комедийный телевизионный мини-сериал по одноимённому роману Тома Перротты, вышедший на канале HBO в 2019 году.

## Сюжет
Ева Флетчер отправляет сына в колледж и впервые за долгое время остаётся одна. Пока первокурсник Брендан адаптируется к университетским реалиям, его мать решает привнести что-то новое в свою личную жизнь.

## Актёры
- Кэтрин Хан — Ева Флетчер
- Джексон Уайт — Брендан Флетчер
- Оуэн Тиг — Джулиан
- Кэмерон Бойс — Зак
- Доменик Ломбардоцци — Джордж
- Джен Ричардс — Марго
- Кейси Уилсон — Джейн

## Отзывы
Сериал получил положительные отзывы от большинства критиков. Сайт Rotten Tomatoes даёт ему рейтинг в 82 % на основе 51 профессиональной рецензии.